# Hans-Georg Türstig
Hans-Georg Türstig (* 18. Februar 1949 in Essen) ist ein deutscher Autor und Übersetzer.

## Leben und Wirken
Hans-Georg Türstig brach nach dem Abitur ein Studium an der Kunstakademie Karlsruhe ab und studierte von 1970 bis 1973 Indologie an den Universitäten Freiburg und Bonn. Von 1973 bis 1975 setzte er sein Studium in Indien an der University of Pune in Pune fort. Nach seiner Rückkehr arbeitete er als Wissenschaftliche Hilfskraft an der Universität Heidelberg, wo er 1979 mit der Arbeit Jyotisa. Das System der indischen Astrologie zum Dr. phil. promoviert wurde.
Nach dem Studium lebte er 13 Jahre in Indien, wo er mit indischen Spiritualisten, Musikern und Künstlern zusammentraf. Dort erhielt er den Namen Sautamali und veröffentlichte seine Erfahrungen in mehreren Arbeiten. Von 2000 bis 2005 lebte er in Santa Fe, New Mexico. 
Seit 2006 lebt Hans-Georg Türstig in Berlin und widmet sich der Netzkunst.

## Schriften
Bücher
- Jyotisa. Das System der indischen Astrologie. Steiner, Wiesbaden 1980, ISBN 3-515-03283-5.
- Über Entstehungsprozesse in der Philosophie des Nyāya-Vaiśesika-Systems. Steiner, Wiesbaden 1982, ISBN 3-515-03951-1.

Artikel
- The Indian Sorcery called Abhicàra. In: Wiener Zeitschrift für die Kunde Südasiens. Band XXIX. 1985, ISSN 0084-0084, S. 69–117.
- Righteousness, Wealth, Pleasure, and Liberation. In: Darshan. In the Company of the Saints. Vol. 90. SYDA, South Fallsburg, NY, 1994, ISSN 0892-130X.
- The Roots of Knowledge. In: Darshan. In the Company of the Saints. SYDA, South Fallsburg, NY, 1996.
Teil 1: The Vedas and Upanishads. Vol. 112.
Teil 2: Three Schools of Vedanta. Vol. 113.
- Saktipata. In: Dialog der Religionen. 7. Jahrgang, Heft 2. Kaiser, Gütersloh, 1997, ISSN 0939-5539, S. 27–43.
- Netzkunst als Kunstnetz. Kooperationen der Kreativität im Internet. In: Netzwerker Perspektiven. Roderer, Regensburg 2003, ISBN 3-89783-374-3.

Herausgaben
- Yantracintāmanih of Dāmodara. Steiner, Wiesbaden 1988, ISBN 3-515-05212-7.
- Die Weisheit der Upanischaden, Klassiker indischer Spiritualität in zeitgemässer Neuübertragung. Fischer, Frankfurt am Main 1996, ISBN 3-596-12896-X.

Übersetzungen
- Ravi Ravindra: Mystisches Christentum. Das Johannesevangelium im Licht östlicher Weisheit. (The Yoga of Christ.)  Fischer, Frankfurt am Main 1996, ISBN 3-596-13029-8.
- Kathryn Solisti, Michael Tobias (Hrsg.): Ich spürte die Seele der Tiere. (Intimate Relationships.) Kosmos, Stuttgart 1997, ISBN 3-440-07274-6.
- Thomas Merton: Die Weisheit der Wüste. (The Wisdom of the Desert. Sayings of the Desert Fathers of the Fourth Century.) Fischer, Frankfurt am Main 1999, ISBN 3-596-14255-5.
- Bruce Lawrence: Über den Koran. (The Qur’an. A Biography.) dtv, München 2007, ISBN 978-3-423-34431-9.